# Verselő Lina
Verselő Lina (リナ・インバース; Rina Inbászu; Hepburn: Rina Inbāsu; Lina Inverse) egy kitalált szereplő, aki a Slayers című light novel sorozat és az azok alapján készült manga- és animesorozatok, filmek és OVA-k főszereplője. Lina egy nagyhatalmú boszorkány, aki a világot járva banditákkal és szörnyekkel harcol. Az anime eredeti japán változatában Hajasibara Megumi, míg a televíziós sorozatok angol változatában Lisa Ortiz, az ADV Films által kiadott filmekben és OVA-kban Cynthia Martinez adja a szereplő hangját. A televíziós sorozatok magyar változatában Verselő Lina Szabó Gertrúd hangján szólal meg.

## A szereplő megalkotása és az alapelgondolás
Araizumi Rui elmondása szerint Lina korai modelljét a Slayers Special – The Prince Of Saillune elolvasása után alkotta meg. A végső dizájnt viszont a fiatal Audrey Hepburn szolgáltatta. Az ötlet akkor pattant ki, amikor egy este meglátta egy filmben a színésznőt.

## A szereplő ismertetése

### A sorozatban való szereplésének áttekintése
Lina egy Zephillia nevű kitalált faluban született. Nővére, Verselő Luna (aki Ceiphied lovagja) volt a szülők és a falu kedvence, aki kitűnt harci képességeiben és gyorsan hírnévre tett szert. Lina azonban egy varázseszköz segítségével az egész falunak kivetítette, amint a nővére a kádban fürdött. Lina ezután gyorsan elhagyta a falut és már attól elborzad, ha meghallja testvére nevét. A Slayers Try egyik epizódjában például egy komplett piramist épített fel, hogy egy szarkofágba elbújjon Luna levele elől. Tagja a Mágusok Céhének. Az akadémia alatt Linát teljesen összezavarta a hivatalos mágikus szín, amit neki tulajdonítottak és mindig próbálja titokban tartani, hogy ő „Rózsaszín Lina”. Lina találkozik Nagával, a varázslónővel, aki egy ideig vele utazik. Ekkor kapja meg tőle a Banditagyilkos és a Sárkányok Réme beceneveket. Lina gyakran támadja meg a banditákat és a tolvajokat, hogy elvegye azok lopott kincseit és sokszor használja a sárkányokat is elpusztító Sárkányiga nevű varázslatát.
A sorozat elején Lina egy banditákat kifosztó boszorkányként jelenik meg, de rövidesen megismerkedik a kardforgató Gourry Gabrievvel, aki testőreként tart vele, és a kiméra Zelgadis Greywords-zel, aki kezdetben csak egy ereklyét kíván megszerezni Linától, de később sorstársa lesz Rezo, a vörös pap és a testéből felébredő Shabranigdu elleni harcban. Miután Lina elpusztítja Shabranigdu, a mazoku egy részét a Szörnybéklyó varázslatával, összebarátkozik Amelia Wil Tesla Seyruun hercegnővel és Sylphiel Nels Lahda papnővel, majd meg kell állítania Rezo másolatát, aki Shabranigdu hatalmával bír. Később találkozik Xellosszal, a szörnnyel, aki a Szent Könyv után kutat, de Gaav, a démoni sárkánykirály és Phibrizzo, a pokol szolgája közötti harcba keveredik. Phibrizzo ellen Lina kénytelen a Végzet Villámai nevű varázslatát bevetni. A Slayers Try sorozatban Filia Ul Copt, az aranysárkányok egy papnője kéri Linát a világ megmentésére, mialatt a sárkányok és a felvilágiak közötti harcban vesznek részt és megpróbálják megállítani, hogy az emberek világában keltsék újra a felvilágiak vagy Valgaav, Gaav tanítványa Sötét Csillagot, az ősvilág egy démonát. A Slayers Revolutionben Linát tévedésből letartóztatják, majd később Zannafart, a démoni bestiát kell megállítania és találkozik a szokatlan külsejű Pokotával, aki képes használni a Sárkányigát. Linát útja során egy Zuuma nevű bérgyilkos nindzsa is üldözi. Végül Rezo lelkével találkozik és kérésének megfelelően végleg el kell pusztítania a Rezóban lakozó Shabranigdu részt, közben Pokota népét is meg kell mentenie.

### Kapcsolatai és személyisége, készségei
Lina a sorozat forrófejű és nagyszájú főhőseként mutatkozik be, aki fiatal kora ellenére nagy hatalommal bír és ismert a világában. Rossz tulajdonsága falánk természete: a Slayers Try egyik epizódjában fontosabbra tartja az ételt, mint a világ megmentését. Lina gyakran támad meg banditákat és a tolvajokat, hogy elvegye azok lopott kincseit és pénzjutalommal bármire rávehető. Lina a korához képest kissé fejletlen, sokszor szolgálnak humorforrásként kis mellei és apró termete.
A Slayers Next végén és a light novelben is erős utalást tesznek rá, hogy Lina és Gourry között szerelmi kapcsolat alakul ki. Ennek ellenére, mikor más szereplők, mint Zelgadis vagy Amelia utalnak rá, hogy akár egy párt is alkothatnának, mindketten furcsán és elutasítóan reagálnak. A sorozat észrevehetően erős hiányt szenved a romantikus elemekből. A Dragon Magazine egy publikációjában, Kanzaka Hadzsime viccesen megemlítette, hogy nem valami ügyes a romantikus jelenetek megírásában. A Slayers Next végkifejletében ugyan Lina és Gourry megcsókolják egymást, azonban később nem emlékeznek rá, csak arra, hogy valami fontos történt köztük.
Lina jártas a fekete mágiában és a sámánizmusban. Rendkívül erős varázsereje van, amit a Xellostól kapott talizmánokkal még jobban felerősíthet. Az egyszerűbb támadások mellett, mint a delejgömb, tüzes nyilak vagy forgószél, olyan erős támadásokra is képes, mint a Sárkányiga (Dragon Slave) vagy később a Szörnybéklyó (Giga Slave) és a Végzet Villámai (Ragna Blade). A Szörnybéklyó olyan erős varázslat, hogy a világ pusztulását is okozhatja, ezért Lina csak nagyon indokolt esetben használja. Lina a varázslás mellett jó üzletember is, ami annak köszönhető, hogy egy kereskedőcsaládban nőtt fel.

## Kritikák és a szereplő megítélése

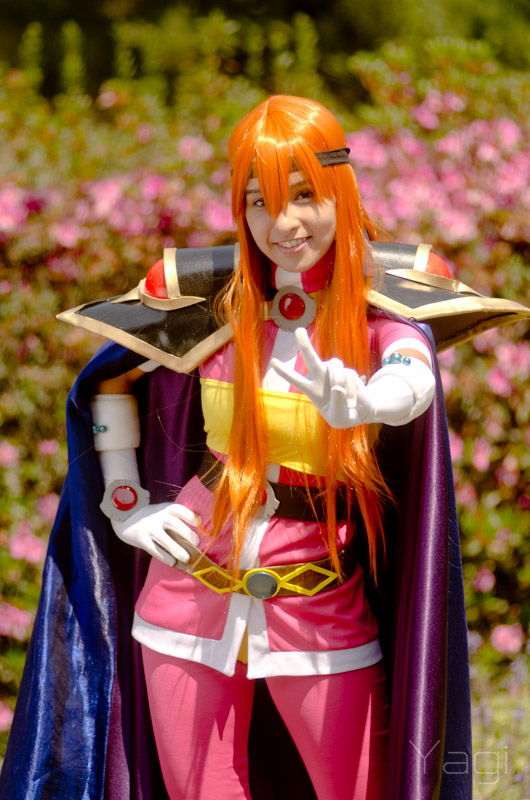
Verselő Linát imitáló cosplayes

2000-ben Lina a Dragon Magazine népszerűségi felmérésén két kategóriában is a magazin legjobbja lett, az egyik kategória a „legjobb női hős” volt. Ben Leary a Mania.comtól úgy írt, hogy Lina „magára veszi a komikus szerepét és azt teljes mértékben eljátssza”. Serdar Yegulalp (About.com) a legjobb anime hősnőket tartalmazó listáján Lina a 13. helyet kapta és hozzátette, hogy „kevés szereplő jár be olyan finom vonalat a kibírhatatlanság és a megfoghatatlan karizmatikusság között”, mint ő. Kent Conrad az explodedgoat.comtól a sorozat egyik legnagyobb hibájának nevezte Linát, akit szerinte a bosszantásra alkottak meg: „rámenős, arrogáns és kegyetlen azokkal, akik vele utaznak”. Egyetlen élvezhető dolgot talált Linában, hogy Hajasibara Megumi kölcsönzi a hangját.
A szereplő népszerűségének köszönhetően több videójátékban látható cameoszerepben, mint a Shadow Warrior, amelyben egy poszteren jelenik meg, vagy a Full Metal Panic! animesorozat első epizódjában, ahol a Dragon Magazine borítóján látható. A Dota franchise-ban feltűnik egy Slayers-inspirálta szereplő is. A Defense of the Ancients című Warcraft III modban ez a szereplő a Lina Inverse nevet viseli, míg a Dota 2-ben Lina néven szerepel. Mindkét játékban a varázslatainak nevei megegyeznek az eredeti sorozatban lévőkkel: „Dragon Slave” (Sárkányiga) és „Ragna Blade” (Végzet Villámai, „Laguna Blade” a Dotában).

## Fordítás
Ez a szócikk részben vagy egészben  a   Lina Inverse című angol Wikipédia-szócikk ezen változatának fordításán alapul.  Az eredeti cikk szerkesztőit annak laptörténete sorolja fel. Ez a jelzés csupán a megfogalmazás eredetét és a szerzői jogokat jelzi, nem szolgál a cikkben szereplő információk forrásmegjelöléseként.